# Expedición 10
La Expedición 10 fue la décima estancia de larga duración en la Estación Espacial Internacional.

## Tripulación
| Posición             | Astronauta                                    |                                               |
| -------------------- | --------------------------------------------- | --------------------------------------------- |
| Comandante           | Leroy Chiao, NASA Cuarto vuelo espacial       | Leroy Chiao, NASA Cuarto vuelo espacial       |
| Ingeniero de vuelo 1 | Salizhan Sharipov, RSA Segundo vuelo espacial | Salizhan Sharipov, RSA Segundo vuelo espacial |

## Parámetros de la misión
- Acoplamiento: Soyuz TMA-5 - 16 de octubre de 2004, 06:15 UTC
- Desacoplamiento: Soyuz TMA-5 - 24 de abril de 2005, 18:45 UTC
- Tiempo acoplamiento: 192 d, 15 h y 39 min